# Karantena
Karantena je međunarodni sustav protuepidemijskih mjera koje se provode na određeno vrijeme i u određenom mjestu na ljudima, životinjama, biljkama, predmetima, hrani i transportnim sredstvima za koje se sumnja da dolaze iz zaraženih krajeva ili su već zaraženi nekim uzročnicima bolesti visokog letaliteta i brza širenja (kugom, kolerom, tifusom i dr.). U karanteni se provodi odvajanje (stroga izolacija), nadzor, dezinfekcija ili dezinsekcija i liječenje.
Naziv se može odnositi i na ustanovu u koju se smještaju oboljeli (stariji naziv za takav prostor je lazaret). Pri uvozu živih životinja iz rizičnih zemalja primjenjuje se pravilo karantene.
Takva se mjera obično provodi u pomorskim lukama, katkad i na mjestima ulaska stranih ljudi i robe u grad ili državu. Danas se takve mjere provode rijetko, samo u iznimnim slučajevima. Nekoć je vrijeme izolacije trajalo četrdeset dana pa otud i naziv karantena (od "quarantu").  
Najstariji podaci o uvođenju karantene i njezinim principima, koji vrijede i danas, sadržani su u odluci Velikog vijeća Dubrovačke Republike od 27. srpnja iz 1377. godine. Prva karantena u Dubrovačkoj Republici bila je na otoku Mrkanu ili u Cavtatu. Kasnije se preselila na otok Mljet. Poslije su sagrađene i karantene (lazareti) na Dančama, na Lokrumu i u dubrovačkoj četvrti Ploče, koja je sačuvana do danas.

## Jezično porijeklo
Dolazi od tal. "quarantina" i franc. "quarantaine" što bi u prijevodu značilo četrdeset dana izolacije. Također isto značenje ima i u njem. "Quarantäne"

## Karantene u Hrvatskoj
Dubrovnik je bio prvi grad u svijetu koji je 1377. uveo karantenu bez prekida trgovine. Nitko tko je dolazio iz zaraženih područja nije smio ući u Dubrovnik, a da ne provede 30 dana na otoku Mrkanu ili u Cavtatu. Poslije je izolacija produljena na 40 dana, pa je tek tada uveden naziv "karantena". Karantenski su se lazareti na dubrovačkom području usavršavali. U 15. st. izgrađen je lazaret na Dančama, a tijekom 16. st. izgrađen je suvremeni lazaret na Pločama. Primjer Dubrovnika slijedili su i ostali gradovi, pa je ova mjera postala uobičajena od 15. 15. st., pa nadalje. Uz dubrovački, na našem su području nastala još dva ključna karantenska sustava. Prvi je uspostavljen u Dalmaciji, pod mletačkom upravom, sa središnjim lazaretom u Splitu (1581.). Drugi je bio sanitarni kordon Vojne krajine, koji je organizirala austrijska uprava. Na hrvatskom je području u 18. st. uspostavljen sustav stalne kopnene karantenske zaštite. Potkraj 19. st. karantenski sustavi gube važnost jer ih istiskuju nove mjere zaštite protiv zaraznih bolesti. 

## Povijest
Prva pandemija smrtonosne bolesti koja je najvjerojatnije odgovarala današnjoj bubonskoj kugi uzrokovanoj bacilom Yersinia pestis proširila se u Europu s istoka, vjerojatno iz Kine, 1347., te je do jenjavanja 1351. pokosila četvrtinu europskog stanovništa. U Dubrovnik je bolest, koju izvori spominju kao peste, pestilenza, mortalitas, male contagiosa ili malatia, stigla u prvoj polovici 1348. Potonje kronike sadržavaju različite procjene broja umrlih, i to prema društv. slojevima: patricija od 110 do 273, uglednih građana (populani) oko 300, te od 1000 pa sve do 10 000 stanovnika grada; starije kronike su u pravilu konzervativnije od novijih. Pandemiju, poslije nazvanu crna smrt, slijedile su u kratkim razmacima ponovne, iako slabije epidemije, od kojih su se europski gradovi pokušali obraniti na različite načine. U Veneciji je oboljelima bio zabranjen ulaz u grad, a prekršitelji su bili zatvarani. Milano je uveo drakonske mjere zazidavanja oboljelih u vlastitim kućama. U Dubrovniku je 1377. Veliko vijeće izdalo odredbu "Onaj koji dolazi iz krajeva zahvaćenih kugom neka ne ulazi u Dubrovnik ili njegovu okolicu (Veniens de locis pestiferis non intret Ragusium vel districtum)" prema kojoj su pridošlice iz kužnih područja imale provesti mjesec dana na određenim nadziranim lokacijama prije no što im se dopusti ući u grad. Godine 1397. uslijedila je nova odredba (O uredbama donesenima godine 1397. protiv onih koji dolaze iz krajeva zahvaćenih kugom – "De ordinibus contra eos qui veniunt de locis pestiferis anno 1397 factis") kojom se utvrdilo trajanje i mjesto karantene, odredile kazne za kršitelje te naredilo da Malo vijeće ima imenovati tri zdravstvena službenika iz redova vlastele za nadzor provođenja tih mjera. U spisima iz 15. st. ti su se službenici nazivali venecijanskim imenom officiales cazzamortuorum, koje je u 16. st. sve više zamjenjivao naziv officiali sopra la sanità. No u popularnom se govoru zadržao naziv kacamorti ili kačamorti. I u drugim sredozemnim gradovima nakon kužnih epidemija zdravstveni su službenici, dotad zapošljavani ad hoc, prešli u stalnu službu: u Milanu oko 1410., u Veneciji 1486., u Firenci 1527. Kršenje karantene podlijegalo je u Dubrovniku visokoj novčanoj kazni od "sto dukata", koja se mogla pretvoriti i u tamnicu ili tešku tjelesnu kaznu. Karantenu su morali proći i došljaci i dubrovački građani za koje se sumnjalo da su oboljeli ili došli u kontakt s dokazanim izvorom bolesti. Tako je primjerice 1416. Obrad Deich, nosač u gradskoj luci, pustio u grad »mnoge pridošlice iz kužnih mjesta te mnoge siromahe iz dijelova Sclavonije«. Zbog toga je bio kažnjen vezivanjem na stup srama (ad carum) te paljenjem kose i brade. Vlastela su ipak bila pošteđena težih kazni. Godine 1431. Malo vijeće oduzelo je kacamortima ovlasti udaljavanja iz grada vlastele za koje se sumnjalo da su oboljeli od kuge. To je pravo vlada povjerila svojim članovima, plašeći se zlouporabe propisa i istjerivanja iz grada političkih protivnika pod krinkom zdravstvenih opasnosti. Odredba iz 1397. zabranila je i uvoz robe iz kužnih područja za cijeloga trajanja epidemije. Karantena je usporavala tok ljudi i robe te time negativno djelovala na trgovinu, od koje je grad živio, no kao mjera borbe protiv epidemije bila je i ekonomski i moralno podnošljivija od venecijanskih i milanskih mjera. Stoga su je ubrzo preuzeli i ostali vodeći mediteranski trgovački gradovi Venecija (1423.) i Genova (1467.).
U Dubrovniku se karantena u početku provodila na otvorenom ili u drvenim skloništima koja su se po potrebi mogla spaliti, na otočićima na Mrkanu i Bobari između Dubrovnika i Cavtata, potom na Lokrumu. Ta privremena skloništa ubrzo su zamijenjena trajnijim nastambama. Do pol. 15. st. karantena se pod upravom zdravstvene službe razvila u složenu ustanovu koja je upošljavala pisara, dva stražara, jednoga grobara te jednu do dvije čistačice-pralje. Za epidemije 1457. zdravstveni je ured zaposlio svećenika i brijača, a u mjestima izvan Dubrovnika po dva kacamorta iz redova pučana, koji su imali provoditi protuepidemijske mjere pod nadzorom dubrovačke službe. No u to doba udaljena lokacija lazareta postala je strateška opasnost jer su se Turci, sad u blizini grada, mogli njime poslužiti kao bazom za napad na grad pa su vlasti odlučile izgraditi nove lazarete tik uz grad. Prvi, koji je 1457. gradio poznati graditelj Mihoč Radi, a u uporabi je bio od 1466., bio je smješten zapadno od grada u predjelu Danača. Nakon preseljenja na Danče karantena je svojem osoblju dodala i vlastitoga kirurg]a, koji je zamijenio dotad privremeno zaposlenoga brijača, te dva pučana-pomoćnika za nadzor protuepidemijskih mjera. Umrli od epidemija pokapali su se u gradu sve do velike epidemije 1482., tijekom koje je Malo vijeće odredilo da se iskopa velika skupna jama na Dančama te na dva mjesta izvan grada. Kako je broj oboljelih premašio kapacitete Danača, ponovno su se stavila u uporabu skloništa na Bobari i Mrkanu.
God. 1526. – 1527. dogodila se jedna od najtežih epidemija u dubrovačkoj povijesti, koja je na šest mjeseci zaustavila život grada: trgovina je zamrla, vlada se iselila u Gruž, hrana se besplatno dijelila puku, organizirale su se mnogobrojne procesije, posebice u čast sv. Roka, sv. Sebastijana i Djevice Marije, a mrtve su morali pokapati kacamorti jer više nije bilo ni rodbine ni grobara. U obitelji Držić umro je Marinov stric Andrija, rođak Petar, dok su se Marinov otac i brat Vicko nastavili baviti trgovinom, zadužujući se za kupnju engleskog sukna koje je u Dubrovnik isporučeno nakon jenjavanja epidemije. Epidemiju do koje je došlo 1550. zabilježio je Marin Držić u Dundu Maroju, čija se radnja događa te godine: »Ovo su minuto godište velike nemoći bile; oto mi stari dekrepiti, i još smo živi« (IV, 2). U tom razdoblju kontinentalni je put prijenosa zaraze, s Osmanskim Carstvom kao žarištem, počeo po važnosti prevladavati nad morskim. Prva skloništa uz istočna gradska vrata, Ploče, spominju se 1517. Iako je 1520-ih planiran lazaret na tome mjestu, projekt je 1534. napušten, a umjesto njega potkraj 16. st. izgrađen je lazaret na Lokrumu. Godine 1642. izgrađen je kompleks na morskoj obali blizu grad. vrata što vode u predgrađe Ploče, u području Tabora, zidom ograđena prostora na kojem je završavao put kojim su preko brda putovale karavane iz BiH te se nalazila konačišta i crkvica sv. Antuna. Lazaret je imao pet prostora za robu u koje se moglo silaziti i sa životinjama te pet zgrada za stanovanje putnika koji su imali proći karantenu. Sa svake strane prostora u kojem su se nalazile stambene zgrade nalazile su se kule za čuvare lazareta te stan turskog namještenika u lazaretu. Kuga, prenošena iz Osmanskoga Carstva, nastavila je stizati na dubrovački teritorij, iako u sve većim razmacima, sve do kraja 18. st. O posljednjoj, zabilježenoj 1815. – 1816. u okolici grada (Čepikućama), pisao je liječnik Luko Stulli.

## Šport
Dobar dio trenera (i športaša samih) prakticira izoliran boravak od okoline prije natjecanja, sa svrhom bolje koncentracije na ono što prethodi.[nedostaje izvor]